# Florence Warden
Florence Warden, eigentlich Florence Alice Price (* 16. Mai 1857 in Hanworth, Middlesex; † 11. Mai 1929 in London), war eine britische Schriftstellerin und Schauspielerin.

## Leben
Warden war eine Tochter des Börsenmaklers James Price. Ihre jüngere Schwester Gertrude Isobel (1865–1925) nahm sich ihr Pseudonym zum Vorbild und nannte sich als Autorin später Gertrude Warden. Warden verbrachte ihre Schulzeit überwiegend in Brighton, im Anschluss daran schickte man sie für ein Jahr nach Frankreich, um die Sprache zu erlernen. Zurück in ihrem Elternhaus, führte sie den elterlichen Haushalt und half ihrem Vater bei seinen Geschäften.
Mit 23 Jahren versuchte sich Warden als Schauspielerin und hatte bereits mit ihren ersten kleinen Auftritten Erfolg, sodass sie bis 1885 regelmäßig auftreten konnte. Als ihr größter Erfolg gilt dabei 1885 die Hauptrolle in House of the Marsh, einem Theaterstück, dessen Romanvorlage sie selber zwei Jahre zuvor veröffentlicht hatte. Augustus Moore beanspruchte den Großteil des Erfolgs für sich und begründete das mit seiner Zusammenarbeit mit der Autorin. Charles Perry beschuldigte Warden wie auch Moore des Plagiats, da man ihm den Plot gestohlen und aus seinem Manuskript abgeschrieben hätte.
Am Theater machte Warden die Bekanntschaft mit dem Schauspieler Edward George James und heiratete ihn 1887 in der Kirche St Pancras (Bloomsbury). Sie hatten zusammen vier Kinder: Gordon Warden (* 1888), Leslie Gertrude (* 1890), Olivia Mary (* 1891) und Rupert Warden (* 1893). Sie wohnten erst am Stadtrand von London. Nach ihrer Eheschließung gab Warden ihren Beruf als Schauspielerin auf und widmete sich nur noch dem Schreiben.
Durch ihre Bekanntschaft mit dem Journalisten George Snell Wood (1853–1892) konnte sie ihre erste Erzählung im Juli 1890 in dessen Zeitschrift The Gentlewoman veröffentlichen. Diesem ersten Erfolg folgten weitere und bald erschienen auch Wardens Romane in Buchform. Sie wurde Mitglied der Redaktion der Zeitschrift und schrieb gelegentlich auch für das Feuilleton von The Times. Warden gehörte um 1890 auch zu einer Gruppe von 24 Schriftstellerinnen und Schriftstellern, die von G. S. Wood aufgefordert wurden zusammen einen Roman (in 24 Kapiteln) zu schreiben. Dieser Roman, The Fate of Fenella, erschien zwei Jahre später ebenfalls in Woods Zeitschrift. Mit ihrer australischen Kollegin Dymphna Cusack war ebenfalls eine Zusammenarbeit geplant, doch der Erste Weltkrieg verhinderte dies und Warden überarbeitete ihren Beitrag und konnte ihn 1920 allein als Roman veröffentlichen.
Die Familie Warden wurde größer und sie ließ sich auf dem Land nahe London in der Grafschaft Kent nieder. Spätere Wohnsitze waren in Ramsgate und Sandgate. Ab 1911 bewohnte die Familie Warden wieder ein Haus in Maida Vale (City of Westminster). Florence Warden starb am 11. Mai 1929 und fand auf dem Brompton Cemetery (West Brompton) ihre letzte Ruhestätte.

## Werke (Auswahl)

### Erzählungen
- City and Suburban. London 1890.
- Our Window. London 1896.

### Kriminalromane
- A Woman’s Face or A Lakeland Mystery. London 1888.
- Missing: A Young Girl. London 1890.
- A Lady in Black or A Mysterious Love Affair. London 1895.
- The Mystery of the Inn by the Shore. London 1895.
  - Deutsch: Das Gasthaus am Strande. Stuttgart: Engelhorn 1903
- The Bohemian Girls. London 1899.
- A Thief in the Night. London 1902.
- Who Was Lady Thume? London 1905.
- Serle’s Secret. London 1909.
- When the Devil Drives. London 1910.
- The Bad Lord Lockington. London 1912.
- A Mystery of the Thames. London 1913
- Sir Julian’s Crime. London 1922.

### Romane
- The House on the Marsh. London 1884.
  - Deutsch: Das Haus am Moor. Engelhorn, Stuttgart 1893 (übersetzt von Ferdinand Franz Mangold).
- zusammen mit Gertrude Warden: Scheherazade. A London night’s entertainment. London 1887.
- A Witch of the Hills. London 1888 (3 Bände)
- Nurse Revel’s Mistake. London 1889.
- A Modern Sultana. A London Night’s Entertainment. London 1892.
- Ralph Ryder of Brent. London 1892 (3 Bände)
- A Scarborough Romance. London 1894.
  - Deutsch: Jagd nach Glück. Verlag der Nation, Berlin 1967 (übersetzt von Olga und Erich Fetter).
- The Dazzling Miss Davidson. London 1910.
- Ursula Saga. London 1919.
- Come in Spinner. London 1920.
- The Grey Moth. London 1920.
- The Lady in Furs. London 1922.

### Theaterstücke
- The House on the Marsh. London 1885.
- In the Lion’s Mouth. London 1885.
- Uncle Mike. London 1893.
- The Guinea Pigs. London 1899.
- A Patched up Affair. London 1900.
- Parlez-vous Français? London 1906.
- The Case for the Lady. London 1909.
- Dolly’s Weekend. London 1911.
- The Verekers. London 1923.

## Verfilmungen
- Fred Paul (Regie): House in the Marsh. – GB 1920